# Rare Birds (альбом)
Rare Birds — третий студийный альбом американского музыканта и продюсера Джонатана Уилсона, выпущенный 2 марта 2018 года на Bella Union. В записи приняли участие многие музыканты, в том числе и Лана Дель Рей. Альбом получил положительные отзывы критиков.

## История
Джонатан Уилсон был очень занят после выхода своего прошлого альбома Fanfare в 2013 году. Он спродюсировал два альбома американсокго музыканта Father John Misty (Джош Тиллман), который в ответ на это появился здесь, и записи Конора Оберста, Dawes и Карен Элсон, а также сыграл на альбомах Роя Харпера Man and Myth (2013) и Роджера Уотерса Is This the Life We Really Want? (2017). Он также является музыкальным директором гастрольной группы Уотерса. Том Джурек из AllMusic отметил, что «Как и его предыдущие работы, Rare Birds пропитан звуками его коллекции пластинок, но на этот раз он закинул свою звуковую сеть гораздо глубже и шире, чем Лорел-Каньон и яхт-рок-измы, так укоренившиеся в его предшественниках. Хотя навязчивой идеей этих песен являются последствия разрыва отношений, Уилсон утверждает, что это не концептуальная пластинка. Альбом описывает различные стадии влечения, желания, надежды, любви, конфликта и романтического разрыва».

## Запись и релиз
Альбом был самостоятельно спродюсирован Уилсоном в его студии Five Star Studios, расположенной в Эхо-Парке, Лос-Анджелес; вместе с группой Jeffertitti Moon/
5 декабря 2017 года Джонатан Уилсон рассказал о новом альбоме, который выйдет на лейбле Bella Union 2 марта 2018 года. В альбоме приняли участие Лана Дель Рей, Лараджи и Отец Джон Мисти. Laraaji and Father John Misty. Первый сингл с альбома, «Over The Midnight», выпущен режиссёром Андреа Нахла.

## Песни
Любовь Уилсона к Fleetwood Mac середины 70-х и Тревору Хорну переплетается в песне «Loving You», где пионер нью-эйджа Laraaji (Edward Larry Gordon) играет на цитре и дуэтом вокалирует, а Лана Дель Рей поддерживает их в душевном дрифте. Композиция «Trafalgar Square» пропитана любовью Уилсона к работе Тони Висконти с Дэвидом Боуи и T. Rex. Ещё одна изюминка альбома, «There’s a Light», отдаёт дань уважения бодрящей поп-музыке ABBA. Поклонение Джеффа Линна Beatles обрамляет «Miriam Montague» — в комплекте со струнным трио. Уилсон сочетает своё уважение к работе Тима Фриза-Грина с Talk Talk и одновременно отдаёт дань уважения «Boys of Summer» Дона Хенли в том же треке. В призрачной «Living with Myself» тёплые, просторные, бурлящие синтезаторы и великолепный бэк-вокал Дель Рей выходят на передний план, в то время как гитара Лейша проносится и скулит на задворках. Песня «49 Hair Flips» отражает влияние Talk Talk и композитора Артура Рассела, а также рок-н-ролла ранних девичьих групп.

## Отзывы
| Совокупная оценка    | Совокупная оценка |
| Источник             | Оценка            |
| -------------------- | ----------------- |
| AnyDecentMusic?      | 7.3/10            |
| Metacritic           | 74/100            |
| Оценки критиков      |                   |
| Источник             | Оценка            |
| AllMusic             | [ 1 ]             |
| American Songwriter  | [ 6 ]             |
| Dork                 | [ 7 ]             |
| Exclaim!             | 7/10              |
| God Is in the TV     | 9/10              |
| The Independent      | [ 10 ]            |
| The Line of Best Fit | 8/10              |
| The Observer         | [ 12 ]            |
| Under the Radar      | 5.5/10            |

Альбом Rare Birds получил положительные отзывы критиков. На сайте Metacritic, который присваивает средневзвешенную оценку из 100 баллов рецензиям мейнстримных изданий, этот релиз получил средний балл 74, основанный на 13 рецензиях, что свидетельствует о «в целом благоприятном» приёме. Агрегатор Album of the Year поставил релизу 74 балла из 100, основываясь на консенсусе критиков из 12 рецензий.
Том Джурек из AllMusic объяснил, что альбом «головокружителен по амбициям и (в основном) ослепителен по исполнению. Он предлагает часы удовольствия любому, кто возьмётся за него. Он растянут почти на 80 минут и роскошно упакован». Энди Гилл из The Independent сказал: «Пышная непрозрачность становится клаустрофобией на протяжении восьмидесяти минут, отведённых на трек по умолчанию: хотя он часто бывает милым и красивым, в конечном итоге человек остаётся подобен Гелиогабалу, утопающему в лепестках роз».

### Итоговые списки
| Публикация     | Список                                  | Ранг |
| -------------- | --------------------------------------- | ---- |
| Glide Magazine | Glide Magazinés Top 20 Albums of 2018   | N/A  |
| OOR            | OOŔs Top 20 Albums of 2018              | 18   |
| Uproxx         | Uproxx́ Top 50 Albums of 2018 — Mid-Year | 41   |

## Список композиций
| №   | Название                                                               | Длительность |
| --- | ---------------------------------------------------------------------- | ------------ |
| 1.  | «Trafalgar Square» (при участии Jessica Wolfe и Holly Laessig)         | 6:23         |
| 2.  | «Me»                                                                   | 4:49         |
| 3.  | «Over the Midnight» (при участии Krystle Warren)                       | 8:15         |
| 4.  | «There's A Light» (при участии Jessica Wolfe и Holly Laessig)          | 4:57         |
| 5.  | «Sunset Boulevard» (при участии Omar Velasco)                          | 5:44         |
| 6.  | «Rare Birds» (при участии Jessica Wolfe, Holly Laessig и Omar Velasco) | 5:25         |
| 7.  | «49 Hair Flips» (при участии Father John Misty и Krystle Warren)       | 5:11         |
| 8.  | «Miriam Montague» (при участии Father John Misty)                      | 4:41         |
| 9.  | «Loving You» (при участии Laraaji)                                     | 8:28         |
| 10. | «Living With Myself» (при участии Lana Del Rey)                        | 6:46         |
| 11. | «Hard To Get Over»                                                     | 6:32         |
| 12. | «Hi-Ho The Righteous»                                                  | 6:06         |
| 13. | «MulHolland Queen»                                                     | 5:21         |

## Чарты
| Чарт (2018)                                  | Высшая позиция |
| -------------------------------------------- | -------------- |
| Бельгия/Фландрия (Ultratop)                  | 33             |
| Бельгия/Валлония (Ultratop)                  | 102            |
| Нидерланды (Album Top 100)                   | 41             |
| Франция (SNEP)                               | 116            |
| Германия (Offizielle Top 100)                | 33             |
| Шотландия (Scottish Albums Chart)            | 32             |
| Швейцария (Schweizer Hitparade)              | 49             |
| Великобритания (UK Albums Chart)             | 79             |
| Великобритания (UK Independent Albums Chart) | 8              |
| США (Billboard Folk Albums)                  | 10             |
| США (Billboard Top Heatseekers Albums)       | 10             |
| США (Billboard Independent Albums)           | 32             |
| США (Billboard Top Tastemaker Albums)        | 21             |